# ژانگ نایشیونگ
ژانگ نایشیونگ (انگلیسی: Zhong Naixiong; زاده ۱۹۶۳) کارآفرین و سرمایه‌دار اهل چین است، که در سال ۱۹۹۸ گروه ننکینگ را تأسیس کرد.